# Бань ми
Бань ми, или баньми́ (вьет. bánh mì) — вьетнамский багет с начинкой из мяса, овощей, паштета и других продуктов. Возник в колониальный период, когда французы популяризовали в Индокитае выпечку из пшеничной муки вообще и багеты в частности. Во Вьетнаме бань ми приобрёл широчайшую популярность, и оттуда распространился по другим странам мира уже как блюдо традиционной вьетнамской кухни.

## История
Багеты во Вьетнаме появились в начале XX века, которые начали строить кирпичные печи, при этом нанимая пекарями вьетнамцев и китайцев. Распространение багетов началось с Сайгона, поэтому сначала они распространились на юге Вьетнама под именем «Сайгонская булка», позже в центральном Вьетнаме как «баньми» и на севере как «западная булка». Такой хлеб готовился из импортной пшеницы и считался дорогой едой. Во время Первой мировой войны трудности с поставками муки вынудили заменять пшеничную муку рисовой; хлеб стал более доступным, а позже и популярным.
Бань ми в современном виде появился, когда в 1958 в Сайгоне открылся магазин под названием «Бань ми Хоа Ма», где продавались багеты с начинкой из мяса, а позже из колеток, паштета и других. Известно, что до открытия магазина его хозяйка жила в Ханое и занималась поставкой продуктов для французских ресторанов. По состоянию на 2023 год, магазин продолжает работать и развивает сеть филиалов.

## Виды
Самая популярная начинка для бань ми — свинина ча луа, также в качестве основной начинки могут использоваться фрикадельки (тогда блюдо называется «banh mi xiu mai»), рыба («banh mi cha ca»), жареная свинина («banh mi heo quay»), курица-гриль («banh mi ga nuong»), жареное яйцо («banh mi op la») и другие компоненты. Среди частых дополнительных ингредиентов — маринованная морковь и огурцы, острый соус чили или нарезанный чили, кинза.

## Признание
Бань ми попал в рейтинг CNN «24 лучших сэндвича в мире». В рейтинге «100 лучших сэндвичей мира» от TasteAtlas первое место занял бань ми в целом, пятое — бань ми со свининой (вьет. bánh mì thịt).
В 2011 году слово «banh mi» было внесено в Оксфордский словарь английского языка, став, тем самым, признанным английским словом. В 2020 году Google посвятил 9-летию этого события дудл на главной странице поисковой системы.